# Блек-Ривер (Ямайка)
Блек-Ривер (англ. Black River - дослівно Чорна річка, ям. креол Blak Riva) - найбільше місто і адміністративний центр округу Сент-Елізабет, Ямайка. Місто розташоване в гирлі однойменної річки.

## Історія
Вперше місто згадується на картах англійського картографа  Джона Селлерса в 1685 році  .